# Puccinia jaliscana
Puccinia jaliscana ist eine Ständerpilzart aus der Ordnung der Rostpilze (Pucciniales). Der Pilz ist ein Endoparasit der Korbblütler Porophyllum holwayanum und Porophyllum nutans. Symptome des Befalls durch die Art sind Rostflecken und Pusteln auf den Blattoberflächen der Wirtspflanzen. Sie ist ein Endemit Mexikos.

## Merkmale

### Makroskopische Merkmale
Puccinia jaliscana ist mit bloßem Auge nur anhand der auf der Oberfläche des Wirtes hervortretenden Sporenlager zu erkennen. Sie wachsen in Nestern, die als gelbliche bis braune Flecken und Pusteln auf den Blattoberflächen erscheinen.

### Mikroskopische Merkmale
Das Myzel von Puccinia jaliscana wächst wie bei allen Puccinia-Arten interzellulär und bildet Saugfäden, die in das Speichergewebe des Wirtes wachsen. Ihre Spermogonien und Aecien sind unbekannt. Die unterseitig auf den Wirtsblättern wachsenden Uredien des Pilzes sind gelblich. Ihre hell gelblichen Uredosporen sind 20–23 × 17–20 µm groß, meist breitellipsoid und stachelwarzig. Die beidseitig wachsenden Telien der Art sind schwarzbraun, pulverig und unbedeckt. Die dunkel kastanienbraunen Teliosporen sind zweizellig, in der Regel breitellipsoid, runzlig und 36–44 × 26–33 µm groß. Ihre Stiele sind farblos und bis zu 90 µm lang.

## Verbreitung
Das bekannte Verbreitungsgebiet von Puccinia jaliscana umfasst die mexikanischen Bundesstaaten Jalisco und México.

## Ökologie
Die Wirtspflanzen von Puccinia jaliscana sind Porophyllum holwayanum und P. nutans. Der Pilz ernährt sich von den im Speichergewebe der Pflanzen vorhandenen Nährstoffen, seine Sporenlager brechen später durch die Blattoberfläche und setzen Sporen frei. Die Art durchläuft einen makrozyklischen Entwicklungszyklus, von dem bislang nur Telien und Uredien sowie deren Wirt bekannt sind; Spermogonien und Aecien konnten ihr nicht zugewiesen werden.